# Кчун-Казмаляр
Кчун-Казмаляр (лезг. КчIун) — село в Магарамкентском районе Дагестана. Входит в состав сельсовета «Кабир-Казмалярский».

## Географическое положение
Расположено в 20 км к северо-востоку от районного центра с. Магарамкент, между селами Кабир-Казмаляр и Газардкам-Казмаляр.

## История
В 1962 году население села Кчун переселено в Кчун-Казмаляр.

## Население
| 1926 | 1939 | 1970 | 1989 | 2002 | 2010 | 2021 |
| ---- | ---- | ---- | ---- | ---- | ---- | ---- |
| 135  | ↗144 | ↗322 | ↗393 | ↗650 | ↗723 | ↗938 |